# USS Philip (DD-76)
«Філіп» (англ. USS Philip (DD-76) — військовий корабель, ескадрений міноносець типу «Вікс» військово-морських сил США за часів Першої та Другої світових війн.
«Філіп» був закладений 1 вересня 1917 року на верфі Bath Iron Works у Бат, де 25 липня 1918 року корабель був спущений на воду. 24 серпня 1918 року він увійшов до складу ВМС США. Входив до складу сил Нейтрального патруля, що діяли поздовж Східного узбережжя США. 23 жовтня 1940 року переданий до Королівського ВМФ Великої Британії під назвою «Ланкастер» (G05), де проходив службу протягом основного періоду Другої світової війни.
За проявлену мужність та стійкість у боях бойовий корабель нагороджений трьома бойовими відзнаками.

## Історія служби

### 1941
1 жовтня 1941 року «Ланкастер» з есмінцями «Бедсворт», «Бредфорд», «Брайтон» і «Ньюарк» вийшов з Клайду для забезпечення близького ескорту конвою WS 12 при проходженні Північно-Західними підходами. Разом з ними діяли легкий крейсер типу «C» «Каїр», допоміжний мінний загороджувач «Агамемнон», допоміжний крейсер «Катай», есмінці «Ассінобойн», «Сикх», «Сегіней», «Веріті», «Вітч», «Вайтхолл», «Бланкні» та «Стенлі», що прикривали переміщення транспортного конвою до портів призначення.

### 1942
Взимку 1942 року корабель входив до складу ескортних сил, що супроводжували арктичні PQ 12. 8 березня есмінець разом з іншими кораблями проводив безуспішну спробу знайти та знищити німецький лінійний корабель «Тірпіц». На переході на значній швидкості через суворі погодні умови постраждала носова артилерійська установка, тому після завершення супроводження конвою корабель прибув на відновлення до судноверфі Кінгстон-апон-Галл.